# Качалка Наталія
Ната́лія Кача́лка (* 1975) — українська велосипедистка, учасниця Олімпійських ігор-2004, майстер спорту України міжнародного класу з велоспорту (шосейна гонка).

## З життєпису
Народилася 1975 року. Вихованка вінницької ДЮСШ № 3 Закінчила Вінницький державний педагогічний університет імені Михайла Коцюбинського.
Учасниця XXVIII Олімпійських ігор 2004 року в Афінах — посіла 24 місце.
Також брала участь у шосейних чемпіонатах світу UCI -2003 і 2004 років.